# Lake of the Woods (Arizona)
Lake of the Woods es un lugar designado por el censo ubicado en el condado de Navajo en el estado estadounidense de Arizona. En el Censo de 2010 tenía una población de 4094 habitantes y una densidad poblacional de 381,54 personas por km².

## Geografía
Lake of the Woods se encuentra ubicado en las coordenadas 34°9′9″N 109°59′40″O / 34.15250, -109.99444. Según la Oficina del Censo de los Estados Unidos, Lake of the Woods tiene una superficie total de 10.73 km², de la cual 10.27 km² corresponden a tierra firme y (4.3%) 0.46 km² es agua.

## Demografía
Según el censo de 2010, había 4.094 personas residiendo en Lake of the Woods. La densidad de población era de 381,54 hab./km². De los 4.094 habitantes, Lake of the Woods estaba compuesto por el 86.1% blancos, el 0.56% eran afroamericanos, el 2.42% eran amerindios, el 0.73% eran asiáticos, el 0.02% eran isleños del Pacífico, el 7.62% eran de otras razas y el 2.54% pertenecían a dos o más razas. Del total de la población el 19.59% eran hispanos o latinos de cualquier raza.